# هانتینگتون اینگالس
هانتینگتون اینگالس (انگلیسی: Huntington Ingalls) شرکت صنایع جنگ‌افزاری آمریکایی است، که در سال ۲۰۰۸ تأسیس شد.